# Namrščil se je (sura)
Namrščil se je (arabsko Abasa) je 80. sura (poglavje) v Koranu, ki jo sestavlja 42 ajatov (verzov). Je meška sura.
Med opravljanjem molitve (salata oz. namaza) pri tej suri verniki opravijo 1 ruku' (priklon).